# Шонін Георгій Степанович
Гео́ргій Степа́нович Шо́нін (3 серпня 1935, Ровеньки Луганської області — † 6 квітня 1997, Зоряне містечко, Московська область) — український радянський льотчик-космонавт. Герой Радянського Союзу (22 жовтня 1969). Генерал-лейтенант авіації (1985).

## Біографія
Георгій Шонін народився 3 серпня 1935 року в сім'ї працівника фельдзв'язку Степана Васильовича Шоніна і домогосподарки Софії Володимирівни Пустирської. Вступив до Одеської спецшколи ВПС, але після її розформування закінчив Єйське військово-морське ордена Леніна авіаційне училище (1957), Військово-повітряну інженерну академію імені Жуковського (1968), Вищі академічні курси при Військовій академії Генерального штабу (ВАГШ) ЗС СРСР ім. К. Є. Ворошилова (1988). Кандидат технічних наук (1978).
У 1957–1960 служив льотчиком, старшим льотчиком у ВВС Балтійського і Північного флотів. 7 березня 1960 був зарахований до загону космонавтів (був у складі першого набору в цей загін).

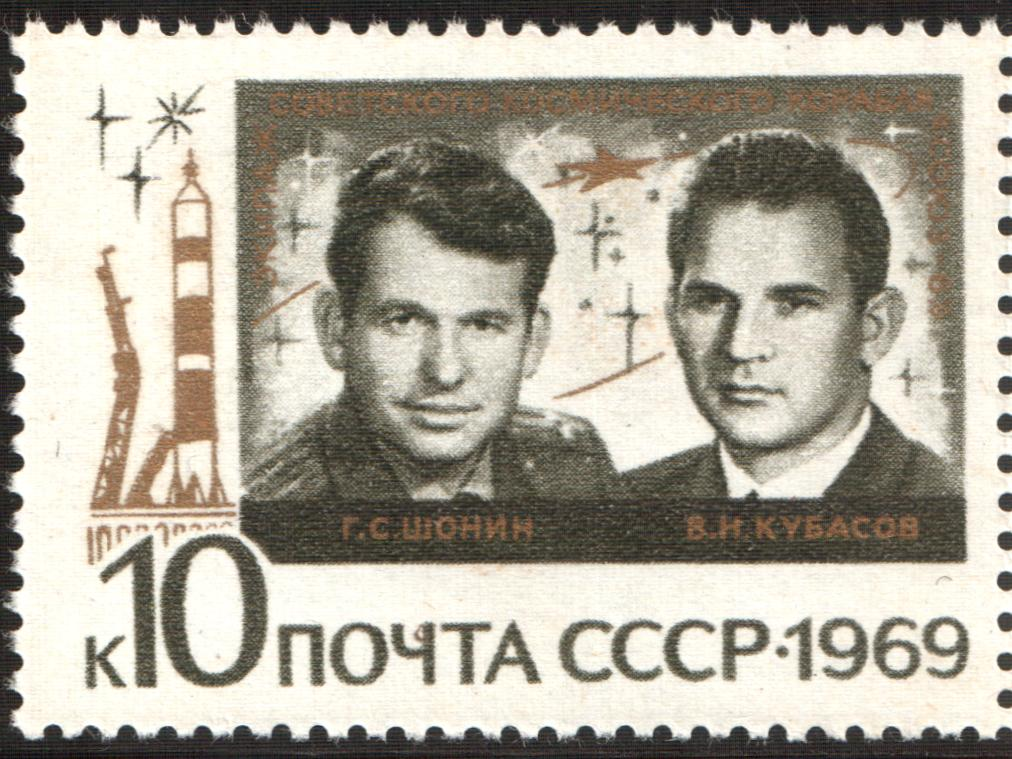
Марка СРСР із зображенням екіпажу корабля «Союз-6» (1969, 10 копійок, ЦФА № 3809, Скотт № 3655)

11 жовтня — 16 жовтня 1969 брав участь в космічному польоті як командир корабля «Союз-6» (бортінженер — Валерій Кубасов). Тривалість польоту склала 4 доби 22 години 42 хвилини 47 секунд. Це був перший груповий політ трьох космічних кораблів, під час якого проводилося їх маневрування — також у космосі знаходились у той самий час «Союз-7» і «Союз-8». Під час польоту вперше у світі були здійснені експерименти з проведення зварювальних робіт в космосі на апаратурі, розробленій в Інституті електрозварювання імені Є. О. Патона (установка «Вулкан»). Також був проведений експеримент «Факел» з виявлення запусків балістичних ракет.
22 жовтня 1969 року за успішний політ Шоніну надано звання Героя Радянського Союзу.
У 1970–1973 — начальник відділу (військові програми «Алмаз» і «Союз-ВІ») першого управління, в 1976–1979 — начальник другого управління (тренувальна база) Центру підготовки космонавтів. У 1979 відрахований із загону у зв'язку з переходом на льотну посаду у ВПС.
У 1979–1980 — заступник командувача 5-ю повітряною армією Одеського військового округу.
У 1980–1983 — заступник командувача ВПС Одеського військового округу.
У 1983–1988 — начальник управління Апарату начальника озброєнь ВПС, займався питаннями дослідного будівництва і серійних замовлень.
У 1988–1990 — начальник 30-го Центрального НДІ авіаційної і космічної техніки Міністерства оборони СРСР.
У 1990 звільнений в запас.
Помер 6 квітня 1997 року у Зоряному містечку від серцевого нападу.

## Різне
Автор книг «Самые первые» («Найперші») (1976) про членів першого загону космонавтів, яким не довелося брати участь в космічних польотах, «Пам'ять серця» (2001).
Серед нагород українського космонавта — орден Леніна, орден Жовтневої Революції, орден Трудового Червоного Прапора, орден Червоної Зірки, радянські та іноземні медалі. Почесний громадянин міста Ровеньки.
Невдовзі після польоту, що відбувся 11 жовтня, Георгій Шонін відвідав рідне місто Балта, прилетівши туди гелікоптером 27 грудня 1969 року. Незабаром в будівлі шахово-шашкового клубу Балти (нині Будинок дитячої творчості) з'явився музей (музейна кімната) космонавтики, до якого потрапив скафандр Шоніна. В тому ж клубі проводились шахово-шашкові турніри його імені. Зараз музею немає (з 2005-го).
Вулиця Шоніна у місті Балта, Сніжне.